# Etoiles
Etoiles（エトワルズ）は、アップセット株式会社によるアダルトゲームブランド。2009年に創立された。ブランド名はフランス語で星を意味するエトワールに由来する。
かつてSIESTAにて活動していた雨音颯が主要原画を務めており、アダルトゲーム初心者をターゲットとしてきたSIESTAで成功を収めたことから、SIESTAから入ってきたユーザーがさらに深みのある作品を楽しめるようにするため、Etoilesが立ち上げられた。
「Etoiles」という名称は、元々雨音がSIESTA以前に立ち上げた「ETOILE」というブランドの名前にちなんでおり、ブランドの星になろうという意味を込めてつけられた「ETOILE」に対し、複数形である「Etoiles」は皆で星になろうという意味を込めてつけられた。立ち上げ当初「エトイレ」と読み間違えられることがあったため、わかりやすくするためにブランドロゴに大きな星があしらわれた。
SIESTAの公式ウェブサイトは2009年にEtoilesのサイト内に移転した。

## 作品
- 2009年9月18日 - 姫×姫
- 2010年8月27日 - Elle:PrieR 〜しあわせの欠片をさがして〜
- 2011年7月29日 - 妹恋〜しすこい〜
- 2012年6月29日 - カラフル☆きゅあー
- 2012年10月26日 - ヒミツのオトメ
- 2013年7月26日 - みずカノ！[2]
- 2014年6月27日 - 恋DOKi[3]
- 2014年12月29日 - モモノコスイーパーズ!